# Aeroportul Tongren Fenghuang
Aeroportul Tongren Fenghuang (IATA: TEN, ICAO: ZUTR) este un aeroport din Songtao Miao Autonomous County⁠(d), Tongren⁠(d), Guizhou, Republica Populară Chineză ce deservește zona Tongren⁠(d). Aeroportul a fost tranzitat în 2022 de 274.356 de pasageri. A fost numit după zona deservită.
aeroportul dispune de o singură pistă.